# Dysschema principalis
Dysschema principalis là một loài bướm đêm thuộc phân họ Arctiinae, họ Erebidae.